# Dolichomitus mordator
Dolichomitus mordator là một loài tò vò trong họ Ichneumonidae.